# قوطي الجبل الشرقي
قوطي الجبل الشرقي (الاسم العلمي:Nasuella meridensis) (بالإنجليزية: eastern mountain coati)‏ هو نوع من الحيوانات يتبع جنس قوطي الجبل من الفصيلة الراكونية. يتواجد في الغابات الضبابية ومناطق البارامو بارتفاع 2,000-4,000 متر (6,600-13,100 قدم) في جبال الأنديز في غرب فنزويلا 